# Liste der Monuments historiques in Aire (Ardennes)
Die Liste der Monuments historiques in Aire führt die Monuments historiques in der französischen Gemeinde Aire auf.

## Liste der Objekte
| Bezeichnung | Beschreibung                                                              | Standort                     | Kennzeichnung | Schutzstatus | Datum | Bild           |
| ----------- | ------------------------------------------------------------------------- | ---------------------------- | ------------- | ------------ | ----- | -------------- |
| Empore      | 13 Tafelbilder; Ölfarbe auf Holz, 1588 von Pierre Gauchin und Jean Noizet | in der Kirche St-Rémi (Lage) | PM08000011    | Classé       | 1908  | weitere Bilder |